# Cmentarz żydowski w Chełmnie
Cmentarz żydowski w Chełmnie – kirkut został założony w XIX wieku. Mieści się przy ulicy Powstańców Wielkopolskich. W czasie II wojny światowej został zniszczony przez hitlerowców. W maju 2007 została odsłonięta tablica pamiątkowa upamiętniająca istnienie kirkutu i jego dewastację przez Niemców. Tablicę ufundowały władze miasta i Fundacja Ochrony Dziedzictwa Żydowskiego.